# Ctenophilus africanus
Ctenophilus africanus är en mångfotingart som beskrevs av Cook 1896. Ctenophilus africanus ingår i släktet Ctenophilus och familjen småjordkrypare.
Artens utbredningsområde är Liberia. Inga underarter finns listade i Catalogue of Life.